# Keith Floyd
Keith Floyd (28 de diciembre de 1943 - 14 de septiembre de 2009) fue un cocinero británico célebre, restaurador, personalidad televisiva y "gastronauta" que presentó programas de cocina para la BBC y publicó muchos libros que combinaban la cocina y los viajes. En televisión, su estilo excéntrico de presentación, usualmente bebiendo vino mientras cocinaba y hablando con su equipo, lo hizo querido por millones de espectadores en todo el mundo.

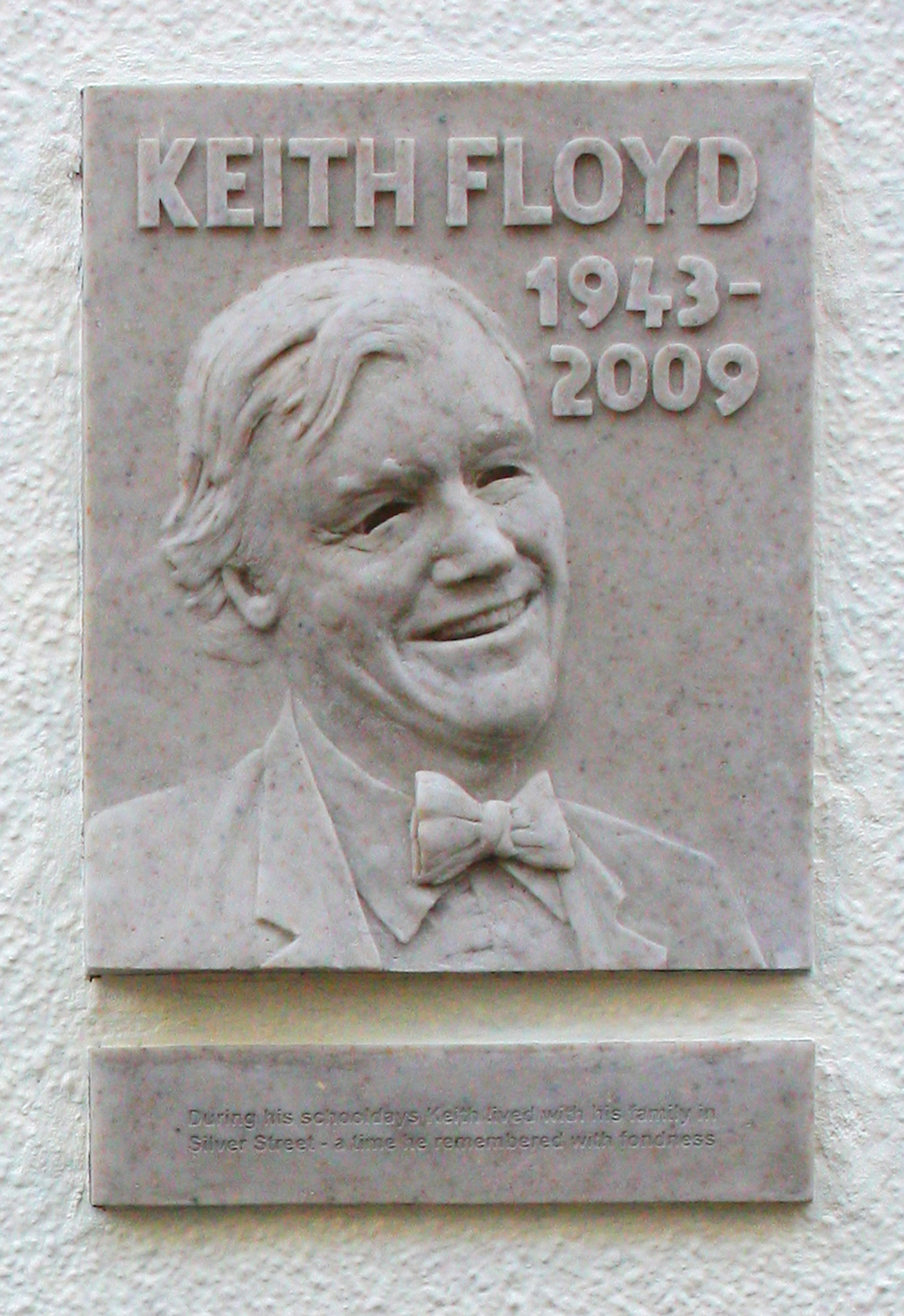
Placa conmemorativa a Keith Floyd en el centro de Wiveliscombe.

## Primeros años
Floyd nació en Folly Farm, Sulhamstead, cerca de Reading, Berkshire, el 28 de diciembre de 1943, hijo de Sydney Albert Floyd (1915-1985) y Winifred Phyllis Lorraine, de soltera Margetts. Su padre, de origen obrero en Solihull, West Midlands, estudió electroingeniería en la universidad hasta el estallido de la Segunda Guerra Mundial, cuando se unió al Royal Corps of Signals; incapaz de continuar sus estudios, según el recuerdo de su hijo, se convirtió en "sastre o algo así", luego en reparador de medidores para la compañía eléctrica, para después trabajar en la refinería de petróleo de Fawley en Southampton Water. También era predicador laico. Floyd creció en una casa de consejo en el pequeño pueblo de Wiveliscombe en Somerset, donde creció su madre; él se refirió a su crianza como "una infancia rural muy feliz". Su familia hizo sacrificios financieros para permitirle ser educado en una escuela privada, la Wellington School, Somerset; popular y buen jugador de rugby, se vio obligado a abandonarla a los 16 años debido a la falta de dinero.
Floyd se convirtió en reportero novato en el Bristol Evening Post. Afirmó, quizás en broma, que decidió unirse al Ejército británico en 1963 después de ver la película Zulu, aunque la película no se estrenó hasta 1964. Después de tres años, al encontrar que él y el Ejército eran "mutuamente incompatibles", Floyd encontró empleo en varios trabajos relacionados con la hostelería, incluyendo camarero, lavaplatos y pelador de verduras.

## Carrera
Para 1971, Floyd había adquirido tres restaurantes en Bristol: Floyd's Bistro en Princess Victoria Street en Clifton, Floyd's Restaurant en Alma Vale Road y Keith Floyd's Restaurant en Chandos Road, Redland. Los tres restaurantes tenían problemas financieros. Floyd vendió los restaurantes y los derechos sobre el nombre "Floyd's Restaurant" y se mudó al sur de Francia, donde abrió otro restaurante en L'Isle-sur-la-Sorgue en Vaucluse. Después de que esto también terminara en problemas financieros, regresó a Gran Bretaña. Con la ayuda de préstamos de amigos, abrió otro restaurante, nuevamente en Chandos Road.
El restaurante en Chandos Road era frecuentado por actores y otras personas relacionadas con la televisión. El primer libro de cocina de Floyd, Floyd's Food, publicado antes de que se convirtiera en una celebridad televisiva, tenía una introducción escrita por Leonard Rossiter, estrella de las comedias de situación británicas Rising Damp y The Fall and Rise of Reginald Perrin.
La primera incursión de Floyd en el mundo del espectáculo fue como chef de radio en Radio West, una emisora de radio comercial independiente en Bristol. El productor de televisión David Pritchard luego le ofreció un espacio en el programa de revistas regionales de la BBC West, RPM, presentado por Andy Batten Foster. Eso llevó, en 1984, a que le ofrecieran su primer programa de televisión de la BBC, Floyd on Fish, que marcó su rápido ascenso a la popularidad nacional. Floyd nunca se describió a sí mismo como chef ya que no tenía formación.
Se hizo conocido por cocinar con una copa de vino en una mano, a menudo en lugares inusuales como un barco de pesca en alta mar. Fue considerado un pionero en sacar los programas de cocina del estudio. El chef continuó presentando sus programas desde diferentes partes del mundo, cocinando en ubicaciones en su estilo caótico único.
Compró y dirigió el Maltsters Arms en Tuckenhay, Devon, a finales de la década de 1980. Cuando Floyd no estaba en la cocina, los chefs incluían a Jean Christophe Novelli. Se le veía más a menudo en el bar que en la cocina. El fracaso del Maltsters lo llevó a la bancarrota.
A pesar del éxito en la televisión, Floyd continuó teniendo problemas financieros y conflictos personales. Fue declarado en bancarrota en 1996. El Daily Mirror afirma que esto sucedió después de que él garantizara personalmente un pedido de £36,000 en bebidas. Vivió en Kinsale, Condado de Cork, Irlanda, durante un tiempo a mediados de la década de 1990.
En abril de 2008 viajó a Singapur y Tailandia en busca de nuevas oportunidades de negocio en el sudeste asiático. Hasta su muerte, estuvo activamente involucrado en su restaurante Floyd's Brasserie, ubicado en el Burasari Resort en la popular isla tailandesa de Phuket. Este fue su primer restaurante asiático y el primer restaurante de chef famoso de Phuket, atrayendo a muchos seguidores de Floyd que recordaban sus numerosas series de televisión y libros de cocina.
Floyd viajó ampliamente para cocinar platos locales y entretener a personas de todo el mundo.
Un documental llamado "Keith Meets Keith", protagonizado por el actor y comediante Keith Allen entrevistando a Floyd, fue transmitido por el canal Channel 4 el 14 de septiembre de 2009 y visto por casi un millón de personas. En el programa, Floyd fue severamente crítico con los chefs de televisión modernos por promocionarse más que a la comida. Fuera de las cámaras, Floyd admitió que a menudo bebía demasiado por soledad. Más tarde se supo que Floyd había colapsado y muerto unas horas antes de la transmisión.

## Honores
Floyd tenía un bistró bar en Tailandia en la isla de Koh Samui, llamado Floyd's Beach Bistro Restaurant; Floyd lo visitó mientras filmaba la serie Far Flung Floyd en Tailandia y desarrolló una estrecha relación con la familia que poseía el complejo.

## Vida personal
Todas las cuatro matrimonios de Floyd terminaron en divorcio; tuvo un hijo y una hija.
Floyd pasó muchos años en Francia. En 1974 se mudó al departamento de Vaucluse, en el sureste de Francia, con Paddy Walker y sus tres hijos pequeños. Juntos, formaron una empresa llamada Walker Floyd, comprando vinos en Vaucluse y luego conduciéndolos de regreso a Bristol para venderlos a los bares y restaurantes de la ciudad. Luego comprarían objetos interesantes y cuidadosamente seleccionados para ser llevados de regreso a Vaucluse para venderlos en los diversos mercados. Paddy Walker y Floyd también dirigían un restaurante juntos en el pueblo de L'Isle-sur-la-Sorgue en Vaucluse. En su autobiografía, Floyd menciona la influencia de Walker en él: "Mi enfoque hacia la comida, mi estilo si lo prefieren, se había desarrollado como resultado de mi vida en Francia con Paddy". En 1979, después de cinco años juntos, la relación entre Walker y Floyd se rompió y regresaron a Gran Bretaña.
En sus últimos años, Floyd regresó a Aviñón en el departamento de Vaucluse.
Floyd era un gran fanático del grupo de rock The Stranglers: las pistas "Waltzinblack", una versión editada de "Peaches" y una versión instrumental de "Viva Vlad" se utilizaron como música de tema para la mayoría de sus programas de televisión.

## Enfermedad y muerte
En octubre de 2002, Floyd, fumador y bebedor empedernido, se informó que sufrió un derrame cerebral leve, aunque lo negó en su autobiografía. En noviembre de 2004, fue prohibido de conducir durante 32 meses y multado con £1,500 después de chocar su automóvil contra otro vehículo mientras estaba tres veces y media por encima del límite legal de alcohol. Sospechaba que tenía cáncer de pulmón o enfisema a principios de 2006, pero le dieron el alta después de un examen médico. En el verano de 2006, fue diagnosticado con desnutrición.
En agosto de 2007, fue hospitalizado en Tailandia después de desmayarse en un restaurante. Se desmayó en un pub en Chesterton, Staffordshire, el 29 de enero de 2008, y estuvo en coma en el hospital con un respirador artificial. Fue dado de alta el 22 de febrero, viajando a su casa en Francia para recuperarse. Se recuperó por completo. El 14 de septiembre de 2008, exactamente un año antes de su muerte, colapsó y fue hospitalizado durante varios días.
Floyd murió de un ataque al corazón, a los 65 años, el 14 de septiembre de 2009, en el Hospital del Condado de Dorset en Dorchester, Dorset, después de enfermarse en la casa de su pareja, Celia Martin (antes Constanduros). Al día siguiente, los chefs proporcionaron citas para los medios de comunicación. Antony Worrall Thompson dijo de él: "Creo que todos los chefs de televisión modernos le debemos la vida. De alguna manera, él nos engendró a todos". Marco Pierre White dijo que Floyd "inspiró a una nación". White también dijo: "Lo triste es que una pequeña parte de Gran Bretaña murió hoy y nunca será reemplazada. Era un hombre hermoso, su habilidad para inspirar a la gente a cocinar solo con sus palabras y la forma en que hacía las cosas era extraordinaria. Si miras a los chefs de televisión hoy, no tienen su magia". El funeral humanista de Floyd tuvo lugar el 30 de septiembre de 2009 en Bristol.